# Matías Cortave
Matías Cortave (Quilmes, Argentina; 27 de junio de 1992) es un futbolista argentino. Juega como defensa central y su equipo actual es el Deportivo Morón de la Primera Nacional de Argentina.

## Carrera

### Brown
Después de unos años en las inferiores de Gimnasia y Esgrima la plata, Cortave se sumó a Brown de Adrogué, donde completó las divisiones juveniles. Debutó como profesional en el Tricolor el 8 de noviembre de 2013 en la victoria por 2-0 sobre Almirante Brown, ingresando a falta de 20 minutos para la finalización del encuentro por Santiago Echeverría.
En 2015, fue parte del plantel campeón del campeonato de Primera B, en el que disputó 3 encuentros.

### Maccabi Herzliya
Al tener poca continuidad en el equipo de zona sur, el central fue cedido al Maccabi Herzliya de la Liga Leumit, segunda división del fútbol israelí. En el club del distrito de Tel Aviv debutó el 22 de agosto de 2016, en lo que fue empate a 1 contra el Hapoel Nof HaGalil. Durante el torneo, que finalizó con el Maccabi Herzliya en la decimotercera posición, tuvo a Cortave como un pilar del equipo, llegando a jugar 37 encuentros en la temporada.

### Vuelta a Brown
En su vuelta a Brown de Adrogué, el oriundo de la ciudad de Quilmes tuvo más continuidad en el club. Jugó 20 partidos en la temporada 2017-18 y 10 en la temporada 2018-19.

### Deportivo Morón
En 2019, Cortave se convirtió en refuerzo de Deportivo Morón, participante de la Primera Nacional. Debutó con el Gallo el 19 de agosto de 2019 en el empate 0-0 entre Deportivo Morón y Nueva Chicago. En su etapa en el club de zona oeste, jugó 26 partidos.

### Macará
En 2021 viajó hacia Ecuador para jugar en Macará, equipo de la Serie A, primera división. En el conjunto ambateño disputó 31 encuentros, de los cuales 2 fueron por Copa Sudamericana frente a Emelec.

### Quilmes
En su regreso al país, firmó contrato con Quilmes de la Primera Nacional, equipo de su ciudad natal.
En la temporada 2023 fichó por Carlos A. Mannucci, haciendo una temporada destacada, lo cual le permitió renovar por todo el 2024. En el 2024 el club acabó en el puesto 16 de la tabla de la Liga 1 2024 al final de la temporada, por lo que terminó descendiendo a la Liga 2. Jugó un total de 17 partidos.

## Estadísticas

### Clubes
Actualizado hasta el último partido disputado el 16 de agosto de 2025.
| Brown Argentina | 2.ª           | 2013-14       | 9   | 0 | 2  | 0 | - | - | 11  | 0 | 0    |
| Brown Argentina | 3.ª           | 2014          | 10  | 0 | 0  | 0 | - | - | 10  | 0 | 0    |
| Brown Argentina | 3.ª           | 2015          | 3   | 0 | 0  | 0 | - | - | 3   | 0 | 0    |
| Brown Argentina | 2.ª           | 2016          | 2   | 0 | 0  | 0 | - | - | 2   | 0 | 0    |
| Brown Argentina | 2.ª           | 2017-18       | 20  | 0 | 2  | 0 | - | - | 22  | 0 | 0    |
| Brown Argentina | 2.ª           | 2018-19       | 10  | 0 | 2  | 0 | - | - | 12  | 0 | 0    |
| Brown Argentina | Total club    | Total club    | 54  | 0 | 6  | 0 | - | - | 60  | 0 | 0    |
| Maccabi Herzliya Israel | 2.ª           | 2016-17       | 37  | 0 | 0  | 0 | - | - | 37  | 0 | 0    |
| Maccabi Herzliya Israel | Total club    | Total club    | 37  | 0 | 0  | 0 | - | - | 37  | 0 | 0    |
| Deportivo Morón Argentina | 2.ª           | 2019-20       | 21  | 0 | -  | - | - | - | 21  | 0 | 0    |
| Deportivo Morón Argentina | 2.ª           | 2020          | 6   | 0 | -  | - | - | - | 6   | 0 | 0    |
| Deportivo Morón Argentina | 2.ª           | 2025          | 10  | 0 | -  | - | - | - | 10  | 0 | 0    |
| Deportivo Morón Argentina | Total club    | Total club    | 37  | 0 | -  | - | - | - | 37  | 0 | 0    |
| Macará · Ecuador | 1.ª           | 2021          | 29  | 0 | -  | - | 2 | 0 | 31  | 0 | 0    |
| Macará · Ecuador | Total club    | Total club    | 29  | 0 | -  | - | 2 | 0 | 31  | 0 | 0    |
| Quilmes Argentina | 2.ª           | 2022          | 16  | 1 | 4  | 0 | - | - | 20  | 1 | 0.05 |
| Quilmes Argentina | Total club    | Total club    | 16  | 1 | 4  | 0 | - | - | 20  | 1 | 0.05 |
| Carlos A. Mannucci · Perú | 1.ª           | 2023          | 32  | 1 | 0  | 0 | - | - | 32  | 1 | 0.03 |
| Carlos A. Mannucci · Perú | 1.ª           | 2024          | 16  | 0 | 0  | 0 | - | - | 16  | 0 | 0    |
| Carlos A. Mannucci · Perú | Total club    | Total club    | 48  | 1 | 0  | 0 | - | - | 48  | 1 | 0.02 |
| Total carrera | Total carrera | Total carrera | 221 | 2 | 10 | 0 | 2 | 0 | 233 | 2 | 0.01 |
| (1)Las copas nacionales se refiere a la Copa Argentina y a la Copa de Israel. (2)Las copas internacionales se refiere a la Copa Libertadores y a la Copa Sudamericana. (3)Media de goles por encuentro. No incluye goles en partidos amistosos. |               |               |     |   |    |   |   |   |     |   |      |